# Национална библиотека на Азербайджан
Националната библиотека на Азербайджан „Мирза Фатали Ахундов“ (на азербайджански: Mirzə Fətəli Axundov adına Azərbaycan Milli Kitabxanası) е национална библиотека на Република Азербайджан, разположена в Баку. Основана е през 1922 г. Тя носи името на Мирза Фатали Ахундов, азербайджански драматург и философ. На фасадите й са изобразени статуите на различни писатели и поети: Низами Ганджеви, Махсати, Узеир Хаджибеков, Шота Руставели, Александър Пушкин и няколко други.
Голямо, осемстепенно хранилище заема четирите етажа на сградата и е оборудвано със специални асансьори, които доставят книгите до търговските обекти. Капацитетът на читалните е 500 места. Поръчки се приемат и по електронна поща при електронна регистрация.

## История
Библиотеката е основана през 1922 г., в днешната си сграда е от 23 май 1923 г. Сградата е проектирана от азербайджанския архитект Микаел Усейнов. Първоначално е била известна като „Обща библиотека и държавно съхранение на книги“ на Азербайджан. На 11 юли 1939 г. библиотеката придобива сегашното си име. През 1962 г. библиотеката получава разрешение да създаде обменни връзки с Националната библиотека на Франция. През 2005 г., в съответствие с постановлението, издадено от кабинета на министрите на Азербайджан, библиотеката приема името Азербайджанска национална библиотека „Ахундов“. През 2005 г. се присъединява към Конференцията на европейските национални библиотекари, която включва 54 библиотеки в Европа.
През 2005 г. е създаден отдел за чуждестранна литература, за да участва в международен обмен на книги и да си сътрудничи със съответните отдели на чуждестранните библиотеки, както и с организациите, работещи в областта на библиотеката. Отделът си сътрудничи с повече от 60 държави, включително Йордания, Египет, Русия, Швеция, Естония, Грузия и др.
През 2000 г. Националната библиотека на името на М.Ф. Ахундов създаде интернет зала. През 2001 г. библиотеката открива учебен център. От 2003 г. използва автоматизирана система за управление. 